# Carebaco-Meisterschaft 1996
Die Carebaco-Meisterschaft 1996 im Badminton fand vom 25. bis zum 31. August 1996 auf Trinidad und Tobago statt. Vom 25. bis zum 27. August wurde der Teamwettbewerb ausgetragen. Nach einem Ruhetag starteten am 29. August die Einzelwettbewerbe.

## Austragungsort
- Jean Pierre Complex, Port of Spain

## Sieger und Platzierte
| Disziplin    | Gold             | Silber              | Bronze              |
| ------------ | ---------------- | ------------------- | ------------------- |
| Herreneinzel | Kenneth Erichsen | Argyle Maynard      | Roy Paul jr.        |
| Herreneinzel | Kenneth Erichsen | Argyle Maynard      | Christian Erichsen  |
| Dameneinzel  | Debra O’Connor   | Terry Leyow         | Sabrina Cassie      |
| Dameneinzel  | Debra O’Connor   | Terry Leyow         | Beverly Tang Choon  |
| Team         | Jamaika          | Guatemala           | Trinidad und Tobago |
| Juniorenteam | Barbados         | Trinidad und Tobago | Curaçao             |